# Lijst van rijksmonumenten op Ameland

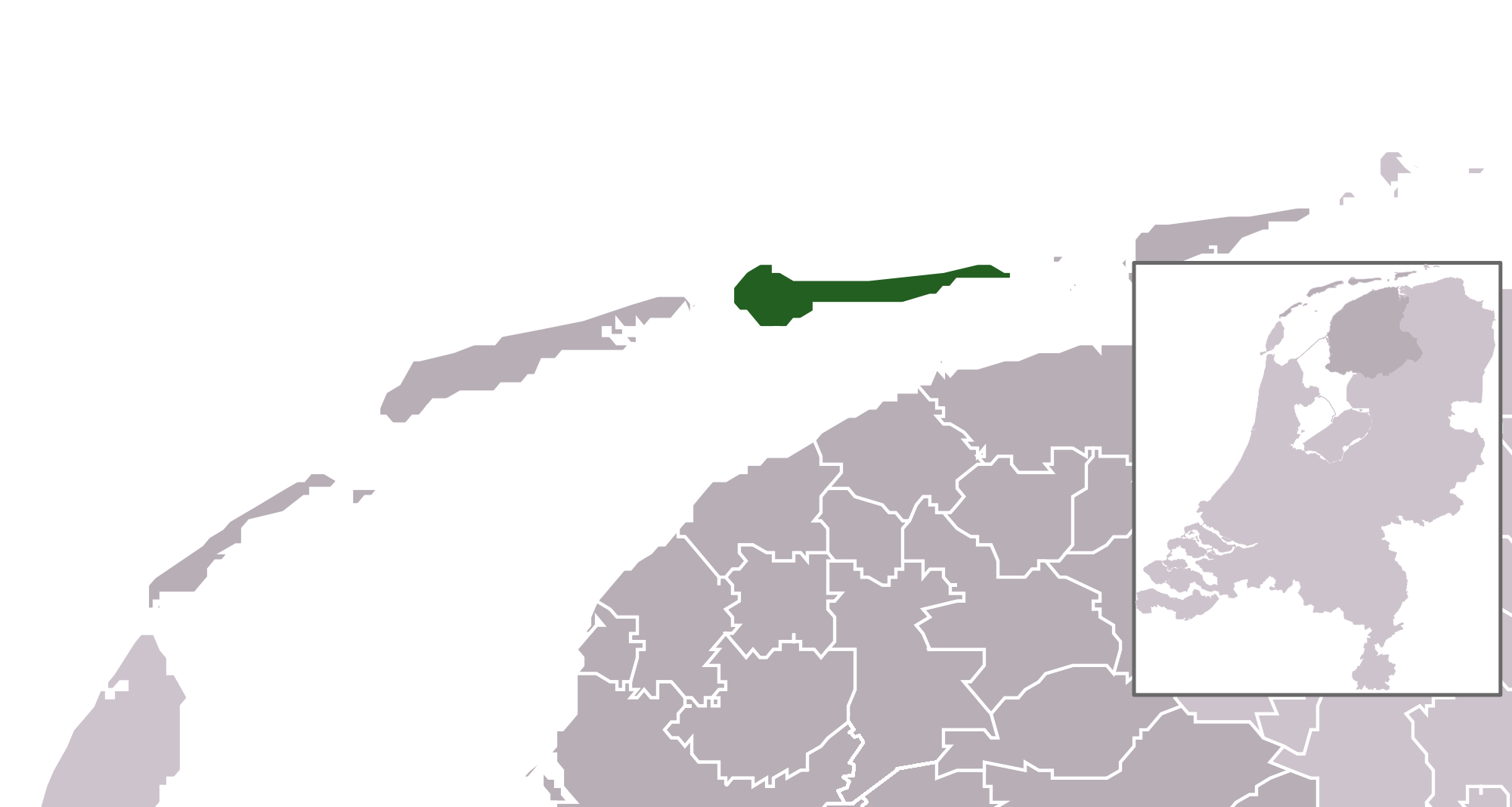
Ameland

De gemeente Ameland telt 115 inschrijvingen in het rijksmonumentenregister. Hieronder een overzicht.

## Ballum
De plaats Ballum telt 12 inschrijvingen in het rijksmonumentenregister. Zie Lijst van rijksmonumenten in Ballum voor een overzicht.

## Hollum
De plaats Hollum telt 53 inschrijvingen in het rijksmonumentenregister. Zie Lijst van rijksmonumenten in Hollum voor een overzicht.

## Nes
De plaats Nes telt 50 inschrijvingen in het rijksmonumentenregister. Zie Lijst van rijksmonumenten in Nes (Ameland) voor een overzicht.
Achtkarspelen ·
Ameland ·
Dantumadeel ·
De Friese Meren ·
Harlingen ·
Heerenveen ·
Leeuwarden ·
Noardeast-Fryslân ·
Ooststellingwerf ·
Opsterland ·
Schiermonnikoog ·
Smallingerland ·
Súdwest-Fryslân ·
Terschelling ·
Tietjerksteradeel ·
Vlieland ·
Waadhoeke ·
Weststellingwerf